# كارثة منجم باكنات جيد 2015
كارثة منجم باكنات جيد في بورما وهي حادثة انزلاق تربة في ولاية كاشين شمال شرق بورما لليشم في 22 نوفمبر 2015 وأدت هذه الحادثة لمصرع وجرح أكثر من 200 شخص.

## انهيار أرضي
وقع الانهيار الأرضي في ساعات الصباح الأولى عندما انهارت كومة من النفايات من صنع الإنسان الملغومة من منجم اليشم القريب. كان العديد من القتلى من الأشخاص الذين يعيشون في قرية صغيرة بالقرب من كومة النفايات، بما في ذلك عمال المناجم وغيرهم ممن قاموا بالكشف عن النفايات في التربة بحثًا عن بقايا اليشم لبيعها. سبب الانهيار غير معروف.
بذلت جهود الإنقاذ أعمال كبيرة وبالأخص من قبل الصليب الأحمر لميانمار والجماعات الأخرى المساندة وذلك للعثور على الناجين واستعادتهم، تم انتشال شخص واحد من بين بقايا الأنقاض على قيد الحياة، لكنه توفي بعد ذلك متأثرا بجراحه. تم الإبلاغ عن 116 جثة على الأقل تم انتشالها. تم الإبلاغ عن فقدان حوالي مائة شخص. لا يمكن تقدير العدد الإجمالي للضحايا حيث لا يُعرف العدد الدقيق للأشخاص الذين يعيشون بالقرب من الموقع. وفقًا لمسؤول في الإدارة العامة لبلدية هباكانت، فقد تم تحذير الناس من تجنب العيش بالقرب من كومة النفايات نظرًا لاحتمال حدوث انهيارات أرضية.

## التحقيق
تحقق صناعة اليشم في ميانمار عائدات سنوية تقدر بـ 31 مليار دولار أمريكي. من غير الواضح حاليًا الشركات المسؤولة عن مكب النفايات، على الرغم من أنه من المعروف أنه قبل الانتخابات الديمقراطية لعام 2015 كانت العديد من هذه الشركات تحت سيطرة القيادة العسكرية للبلاد، مما أدى إلى ممارسات السلامة المشكوك فيها والفساد. وفيات الانهيارات الأرضية المماثلة شائعة، ولكن لا شيء مماثل من حجم الانهيار الأرضي في باكنات. قال متحدث باسم حزب الرابطة الوطنية من أجل الديمقراطية إنهم سيحققون في الشركات والممارسات التي أدت إلى هذه الكارث.